# Elementos de laboreo de minas

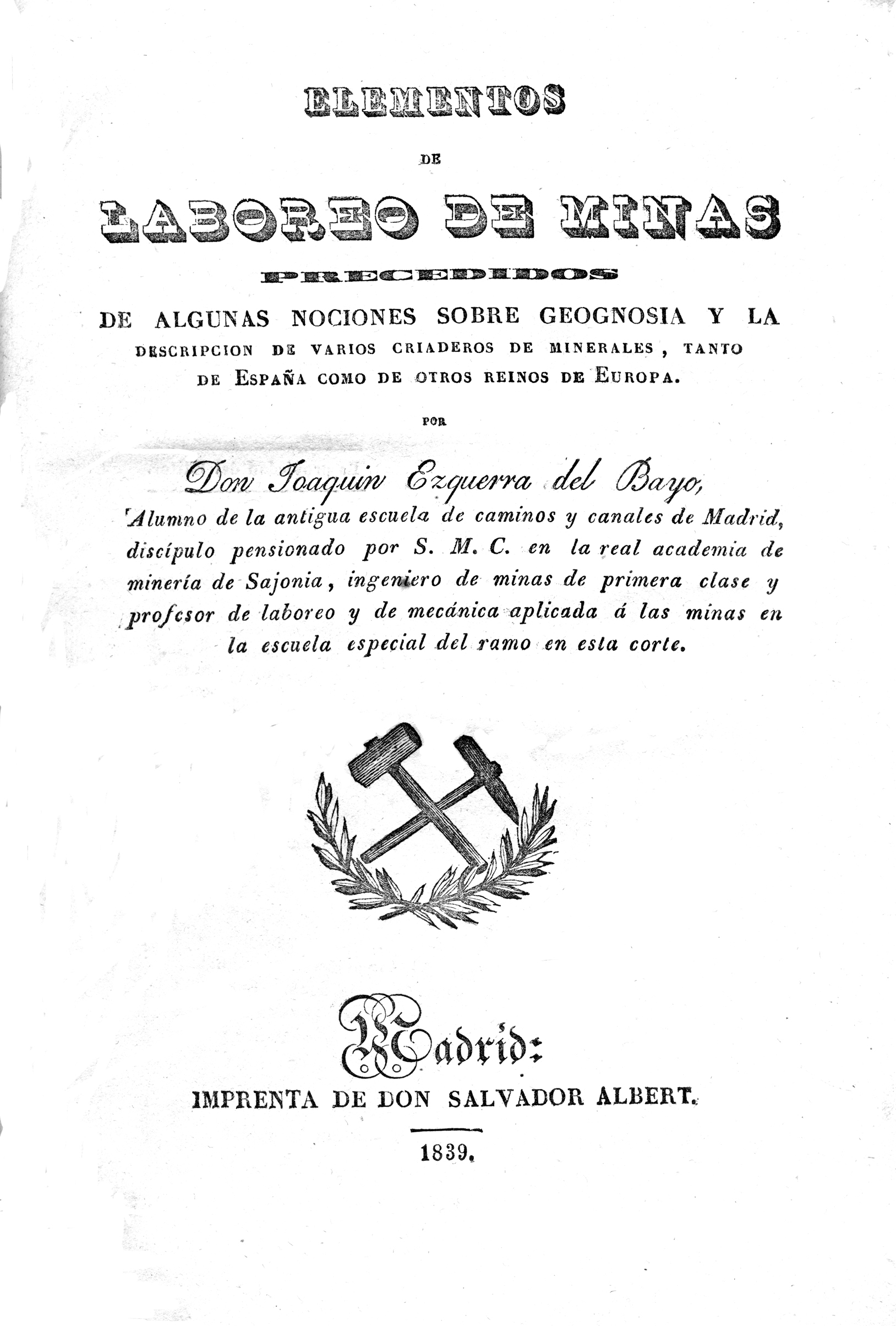
Portada de la primera edición de Elementos de laboreo de minas, de Ezquerra del Bayo

El libro de Joaquín Ezquerra del Bayo, Elementos de laboreo de minas, precedidos de algunas nociones sobre geognosia y la descripción de varios criaderos de minerales, tanto de España como de otros reinos de Europa es el primer libro moderno de tecnología minera escrito por un autor español. Su autor, junto con otros cuatro estudiantes de la Escuela de Minas de Almadén, fue enviado a la Real Academia de Minas de Sajonia por el director general de Minas, Fausto de Elhuyar, para que a su vuelta fuera profesor de la Escuela que se había fundado en Madrid y para escribir una obra sobre la materia que estudió en Alemania.
El libro estaba destinado a servir de texto a los estudiantes de la Escuela de Minas de Madrid, de la que Ezquerra del Bayo fue profesor de la asignatura de laboreo de minas entre 1832 y 1844, pero dado que se prestaba mucha atención a las técnicas más elementales del laboreo de minas (con capítulos dedicados al manejo del martillo y la punterola, considerando incluso las relaciones correctas de peso entre ellos) tuvo una gran difusión entre la minería artesanal española. Del interés que despertó en su época da fe la existencia de tres ediciones, dos españolas y una chilena. Las dos españolas se agotaron rápidamente, de modo que en 1871 se consideraba difícil encontrar a la venta un ejemplar, y eso a precios de 10 o 12 pesetas, muy elevados para la época.

### Primera edición
La primera edición se publicó en Madrid, en 1839, impresa por la imprenta de Salvador Albert. Consta de 448 páginas y 13 láminas de formato mayor, publicadas aparte pero que solían encuadernarse en forma plegada, tras el texto. La calidad de las láminas es muy alta, ya que Ezquerra del Bayo había estudiado dibujo durante su destierro por razones políticas en 1823, e incluso había trabajado varios años como pintor en el taller de Vicente López. Una de las preocupaciones del autor de este libro, y uno de sus principales aportes, fue la consolidación de una nomenclatura en castellano para los instrumentos y técnicas de minería. Ezquerra hablaba francés y alemán, y probablemente era, al menos, capaz de traducir el inglés escrito, ya que tradujo una obra de Lyell del inglés. En su libro define con precisión muchos términos, (por ejemplo, discute la diferencia entre mina y criadero, señalando además el error conceptual implícito en la segunda), adapta otros, como estemple, y acepta sin modificaciones otros más, como stockwerk, palabra que antes habían adoptado los franceses y que aún actualmente es de uso general. Otra de sus pretensiones fue la introducción de las técnicas que se utilizaban en otros países europeos, como la ventilación mecánica con ventiladores aspirantes e impelentes. En este su libro sirvió para que los ingenieros de minas la conocieran, aunque tardó todavía décadas en utilizarse en las minas españolas. Dado que Ezquerra había estado en Inglaterra para estudiar las tecnologías que se utilizaban entonces en este país, pudo incluir en su libro las máquinas de vapor utilizadas en la extracción y la metalurgia al coque.

### Segunda edición de Madrid
La tercera edición se publicó en Madrid en 1851 en la Imprenta de la Viuda de Don Antonio Yenes. El número de láminas aumentó hasta las 15, además de una contraportada en color, con un ingeniero de minas de Sajonia en uniforme de gala. La adición más importante es la descripción de las labores que se llevaron a cabo en noviembre de 1847 en la zona situada entre el 7º y 8º piso de la minas de Almadén, a 800 pies de profundidad, representada en una lámina.

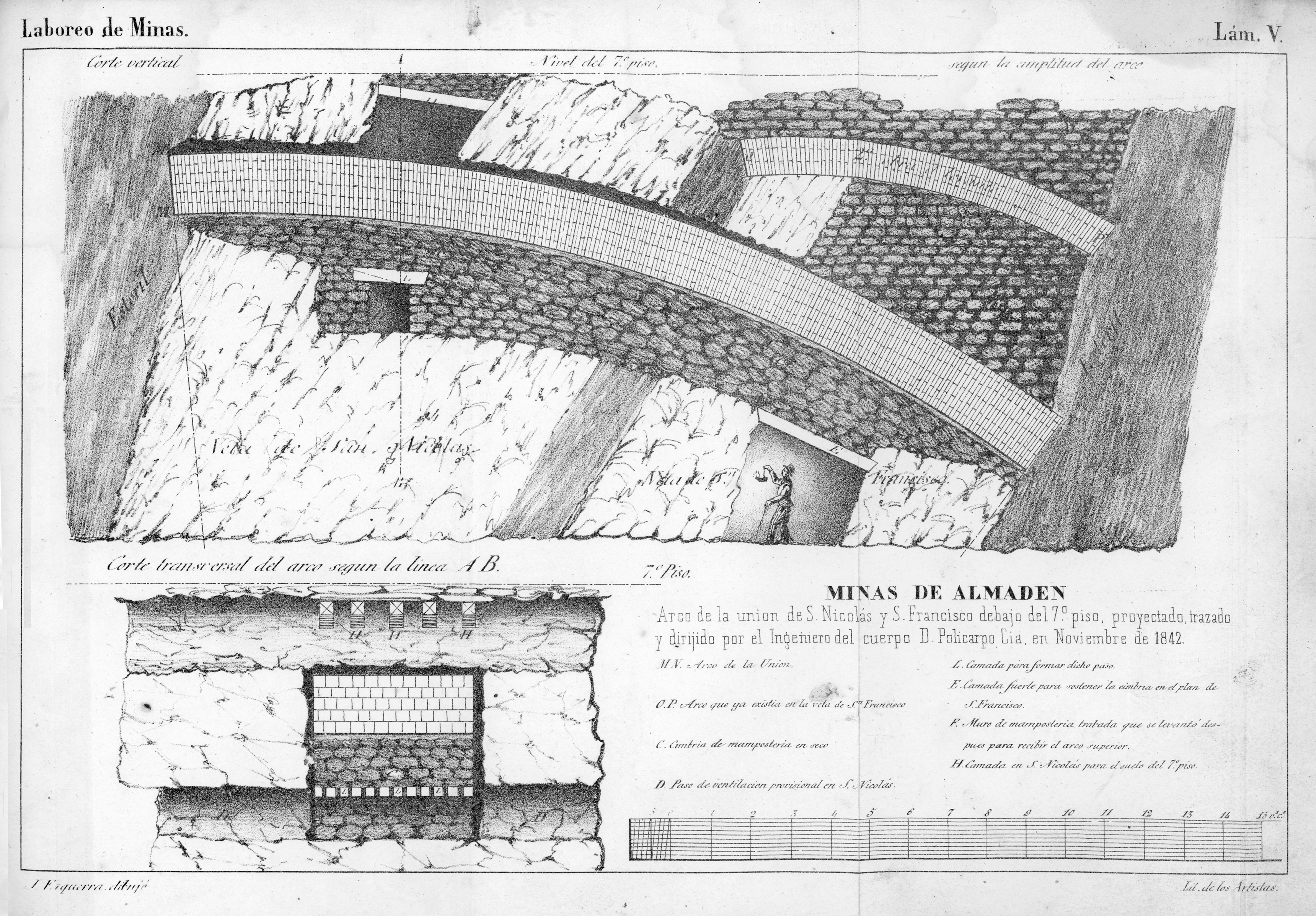
Lámina de la segunda edición de Madrid de Elementos de laboreo de minas, en la que aparece el sistema de sostén desarrollado en Almadén, la obra de arquitectura minera más compleja de España en la primera mitad del siglo XIX

En la lámina aparece el problema, la aproximación de los filones conocidos como San Nicolás, a la izquierda, y San Francisco, a la derecha, y la solución adoptada, un arco, de mampostería de 22,5 varas de cuerda, sobre una cimbria provisional de mampostería en seco que luego se retiraría. Según indica Ezquerra del Bayo, en ninguna mina del mundo se había construido hasta ese momento un arco de sostén tan grande.

### Edición de Santiago de Chile
En 1847 se publicó en Santiago de Chile, una nueva edición, impresa en la Imprenta de los Tribunales, sin autorización del autor y sin que en su vida tuviera constancia de su existencia, que tampoco aparece en las bibliografías españolas sobre el tema, de la época o muy posteriores. Es notable, entre otras cosas, por la gran fidelidad al texto  (incluso indica en la portada que el autor es profesor en la escuela «de esta corte») y a las imágenes de la primera edición, de modo que las láminas, redibujadas de nuevo, se distinguen difícilmente de las originales. También en notable por el uso de la ortografía chilena de la época, con j en lugar de g en muchas palabras, como en mineralojía. Esta ortografía, basada en las propuestas de Juan García del Río y Andrés Bello estuvo vigente en Chile entre 1844 y 1927. 

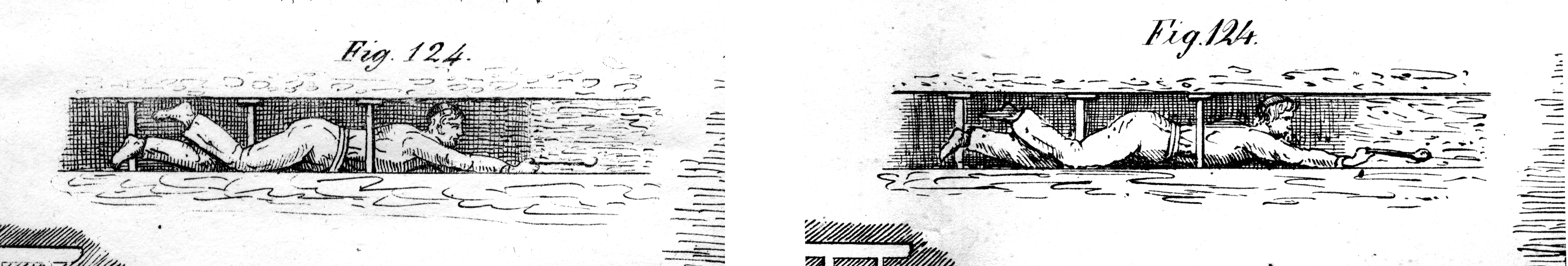
Comparación de una de las figuras de las láminas. A la izquierda, primera edición de Madrid; a la derecha, edición no autorizada de santiago de Chile

La disponibilidad de este libro, con la descripción detallada de las técnicas más elementales, tuvo, lo mismo que en España, una reconocida influencia en la minería artesanal de Sudamérica